# Lomachantha parra
Lomachantha parra är en tvåvingeart som beskrevs av Camillo Rondani 1859. Lomachantha parra ingår i släktet Lomachantha och familjen parasitflugor. Inga underarter finns listade i Catalogue of Life.